# Visakhapatnam
Visakhapatnam, còn gọi thông tục là Vizag, là thành phố lớn nhất và trung tâm tài chính của bang Andhra Pradesh. Đây là huyện lỵ của huyện Visakhapatnam và nơi đặt trung sở Đội hải quân miền Đông của hải quân Ấn Độ. Thành phố nằm giữa dãy Ghat Đông và bờ biển vịnh Bengal. Với dân số 2.035.922 người, Visakhapatnam là thành phố đông dân nhất bang và đông thứ 14 ở Ấn Độ. Nó có vùng đô thị lớn thứ 9 nước này, với dân số 5.340.000 người. Visakhapatnam có tổng sản lượng sản xuất 43,3 tỉ USD là và là thành phố đóng góp nhiều thứ chín cho tổng sản phẩm quốc nội của Ấn Độ (2016).
Lịch sử của Visakhapatnam kéo dài đến thế kỷ thứ 6 trước Công nguyên, khi nó được coi là một phần của Vương quốc Kalinga, và sau đó được cai trị bởi các triều đại Vengi, Pallava và Đông Ganga. Các tài liệu khảo cổ cho thấy thành phố hiện tại được xây dựng vào khoảng thế kỷ 11 và 12 với sự kiểm soát thành phố dao động giữa triều đại Chola và Vương quốc Gajapati, cho đến khi chinh phục bởi Đế chế Vijayanagara vào thế kỷ thứ 15. Bị chinh phục bởi người Mughals vào thế kỷ 16, các cường quốc châu Âu cuối cùng đã thiết lập lợi ích thương mại trong thành phố, và vào cuối thế kỷ 18, nó đã nằm dưới sự cai trị của Pháp. Quyền kiểm soát được chuyển cho người Anh vào năm 1804 và nó vẫn nằm dưới sự thống trị của thực dân Anh cho đến khi Ấn Độ giành độc lập vào năm 1947.